# Sfântu Gheorghe (Tulcea megye)
Sfântu Gheorghe község Tulcea megyében, Dobrudzsában, Romániában.

## Fekvése
A település az ország délkeleti részén található, a megyeszékhelytől, Tulcsától százhúsz folyami kilométerre délkeletre, a Duna-deltában, a Duna Szent György-ágának a Fekete-tengeri torkolatában, a torkolatnak a jobb partján.

## Története
Első írásos említése a 14. századból való, Visconti genovai térképész írásaiban, San-Giorgio néven. Régi török neve Kadirlez. Nevének jelentése: Szent György.

## Lakossága
A nemzetiségi megoszlás a következő:
| 2002      | 2002 | 2002   |
| --------- | ---- | ------ |
| Románok   | 946  | 97,42% |
| Ukránok   | 21   | 2,16%  |
| Magyarok  | 2    | 0,20%  |
| Szerbek   | 1    | 0,10%  |
| Lengyelek | 1    | 0,10%  |
| Összesen  | 971  | 100,0% |

## Látnivalók
- Sacalin-Zatoane természetvédelmi körzet - a községtől délre terül el, 21410 hektáron. Számos tavat és folyami illetve tengeri zátonyt foglal magába. Évről évre több mint száz madárfaj fordul itt meg vándorlásuk során, melyek közül tizennégy faj itt is költ.
- „Anonimul” Nemzetközi Független Filmfesztivál - minden év augusztusában kerül megrendezésre.

## Külső hivatkozások
- A település honlapja
- A településről
- A filmfesztivál honlapja
- info-delta.ro
- Dobrudzsa településeinek török nevei
- 2002-es népszámlálási adatok